# Chemistry: A European Journal
Chemistry: A European Journal (abrégé en Chem. Eur. J.) est une revue scientifique à comité de lecture qui publie des articles dans tous les domaines de la chimie.  Le journal est détenu par la ChemPubSoc Europe, une organisation qui regroupe 16 sociétés européennes de chimie.
D'après le Journal Citation Reports, le facteur d'impact de ce journal était de 5,731 en 2014. Le directeur de publication est Jan-Erling Bäckvall  (Université de Stockholm, Suède).